# Georg Friedrich Wagner
Georg Friedrich Wagner (* 5. November 1818 in Holzburg; † 5. Juni 1880 in Hausen) war ein deutscher Orgelbauer, der in Oberhessen wirkte.

## Leben und Werk
Georg Friedrich Wagner wurde 1818 als Sohn des Schrecksbacher Pfarrers Conrad Wagner und dessen zweiter Frau Justina Gies († 23. März 1848), Tochter des Schrecksbacher Försters Johannes Gies, geboren. Nach dem Tod des Vaters am 6. April 1819 zog die Mutter mit den Kindern nach Schrecksbach, wo Georg Friedrich Wagner aufwuchs. Vermutlich lernte er bei seinem Halbbruder Theodor Wagner (* 7. September 1803 in Holzburg), der in Schrecksbach Instrumentenbauer war und auch Orgelreparaturen durchführte, den Orgelbau kennen.
Vom 23. März 1841 bis zum 23. März 1844 ging Wagner bei Friedrich Wilhelm Bernhard in Romrod in die Lehre. Er half beim Bau und der Aufstellung mehrerer neuen Orgeln und baute eine Orgel selbstständig. In den beiden Folgejahren blieb er Bernhards Gehilfe und baute in dieser Zeit zwei Orgeln und zwei Pianofortes.
1846 machte sich Wagner in Schrecksbach, dem Wohnort seiner Mutter, als Orgelbauer selbstständig. 1850 übersiedelte er mit seiner Werkstatt und seinen Schwestern nach Bad Hersfeld. Am 29. September 1850 heiratete er in Ziegenhain Maria Charlotte Lotz, die Tochter des Gerichtsdieners Konrad Lotz und seiner Frau Katharina Elisabeth geb. Käsinger. Den beiden wurden zwischen 1851 und 1872 sieben Kinder geboren, von denen die vier ältesten das Kindesalter nicht überlebten. In Hersfeld führte er 1852/1853 verschiedene Arbeiten an der Orgel von Johannes Schlottmann in der Stadtkirche durch. 
Nach einer erfolgreichen Prüfung im Jahr 1851 erhielt er 1854 vom Marburger Konsistorium die Orgelbaulizenz für Oberhessen. Wagner selbst schrieb, dass er 26 neue Orgeln gebaut habe. Von ihm sind Orgelreparaturen, Umbauten und Stimmungen in etwa 50 Fällen nachgewiesen. Zwei Tage nach seinem Tod wurde Wagner am 7. Juni 1880 in Hausen begraben, wo er während seines letzten Orgelneubaus starb. Sein Sohn Heinrich Wilhelm wurde Schriftsetzer, sein Sohn Fritz Georg Dekorationsmaler.

## Werke (Auswahl)
| Jahr      | Ort                       | Gebäude                  | Bild | Manuale | Register | Bemerkungen                                                                                 |
| --------- | ------------------------- | ------------------------ | ---- | ------- | -------- | ------------------------------------------------------------------------------------------- |
| 1858      | Breitenbach am Herzberg   | Ev. Kirche               |      | II/P    | 16       | Wagners größter Neubau; bis auf zwei Register erhalten                                      |
| 1859      | Oberstoppel               | Ev. Kirche               |      | I/P     | 7        | Neubau; umdisponiert erhalten                                                               |
| 1859–1860 | Obergeis                  | Ev. Kirche               |      | I/P     |          | Neubau                                                                                      |
| 1862      | Mackenzell                | Kath. Kirche             |      | II/P    | 14       | Neubau in Gehäuse von 1730; 1945 zerstört                                                   |
| 1863–1864 | Kirchhasel (Hünfeld)      | St. Georg                |      | II/P    | 14       | Neubau; umgebaut erhalten                                                                   |
| 1864–1865 | Lingelbach (Alsfeld)      | Ev. Kirche               |      | I/P     | 7        | Neubau                                                                                      |
| 1865      | Willingshain              | Ev. Kirche               |      | I/P     |          | Neubau                                                                                      |
| 1867      | Oberzell (Sinntal)        | Ev. Kirche               |      | II/P    | 12       | Neubau; 1959 zwei Pedalregister durch Gebr. Hoffmann umdisponiert; erhalten                 |
| 1868      | Oberaula                  | Ev. Kirche               |      | II/P    | 19       | Neubau hinter dem Prospekt von Jost Eichenberg (1721); erhalten                             |
| 1868–1870 | Neukirchen (Haunetal)     | Ev. Kirche               |      | II/P    | 15       | Neubau; erhalten                                                                            |
| 1870–1871 | Dörnigheim                | Ev. Kirche               |      | II/P    |          | Neubau; Prospekt erhalten                                                                   |
| 1870–1871 | Immichenhain              | Ev. Kirche               |      | I/P     | 9        | Neubau; 1963 ersetzt                                                                        |
| 1871      | Steinau an der Straße     | Katharinenkirche Steinau |      | II/P    | 12       | Neubau hinter Prospekt von 1682; erhalten                                                   |
| 1871–1872 | Weißenbach (Großalmerode) | Ev. Kirche               |      | I/P     | 8        | Neubau; in die Stadtkirche Allendorf/Werra umgesetzt und dort erhalten                      |
| 1875      | Montabaur                 | Pauluskirche             |      | II/P    | 12       | Neubau; Denkmalorgel erhalten                                                               |
| 1877      | Elnhausen                 | Evangelische Kirche      |      | I/P     | 12       | Neubau; 1954/1955 tauschte Werner Bosch 3 Register aus; erhalten                            |
| 1878      | Lischeid                  | Ev. Kirche               |      | I/P     | 7        | Neubau; 1968 Umbau durch Werner Bosch; erhalten                                             |
| 1878      | Mellnau                   | Ev. Kirche               |      | I/P     | 9        | Neubau; 1883 in neue Kirche umgesetzt, 1977 durch Werner Bosch etwas umdisponiert; erhalten |
| 1878–1879 | Schwarzenborn (Knüll)     | Ev. Kirche               |      | II/P    | 13       | Neubau; Umbauten 1951 durch Werner Bosch und 1961 durch Euler; erhalten                     |
| 1879–1880 | Hausen (Oberaula)         | Ev. Kirche               |      | I/P     | 6        | Neubau unter Verwendung von barockem Schnitzwerk; erhalten                                  |